# Stockholms slottslän

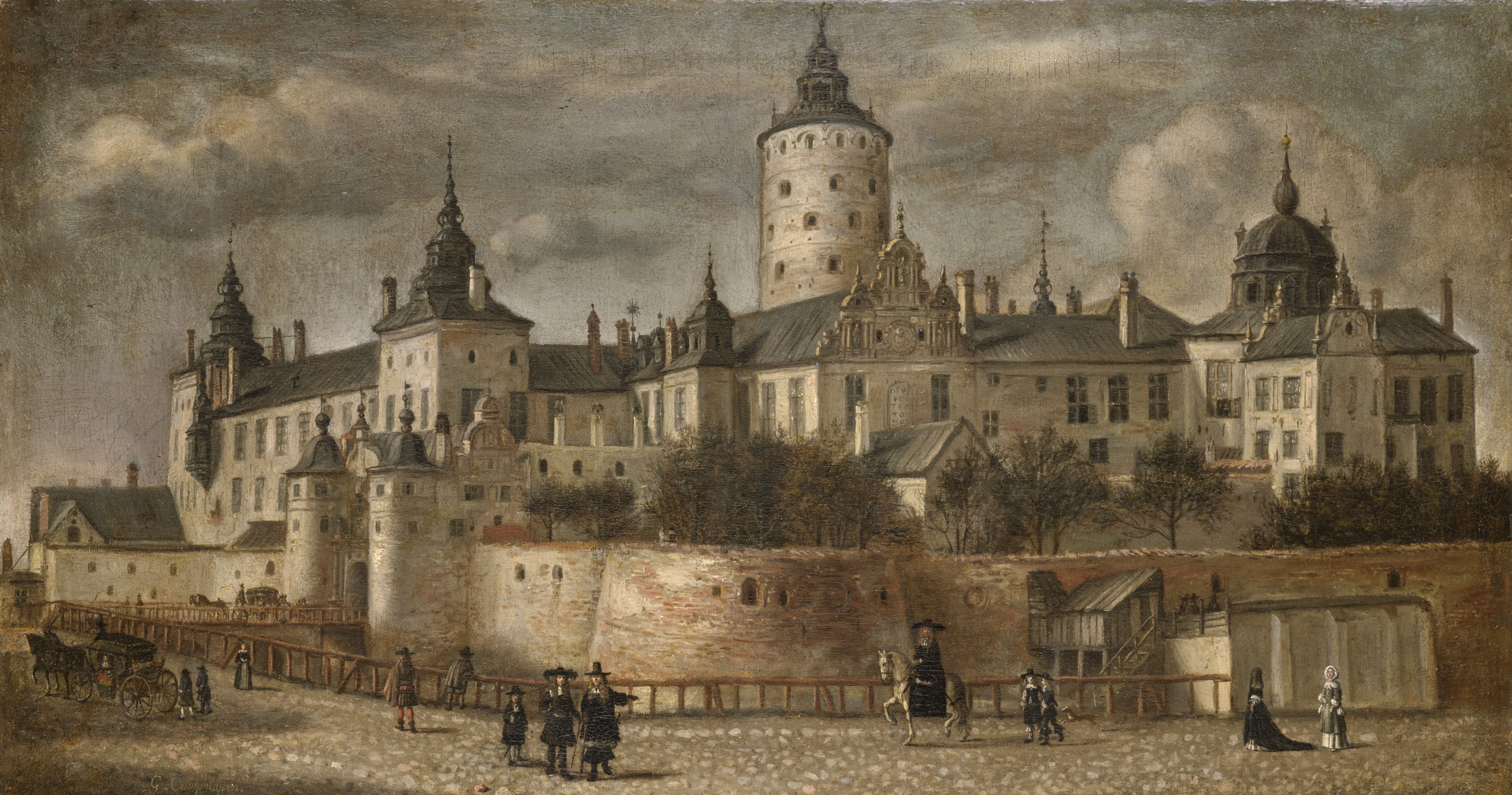
Slottet Tre Kronor 1661

Stockholms slottslän var ett slottslän i landskapen Uppland och Södermanland (Södertörn). Det fanns sedan tiden då Sverige ingick i Kalmarunionen från 1300-talet. Länets administrativa centrum  var Stockholms slott.
Länet omfattade häraderna/skeppslagen (i Uppland): Värmdö, Åker, Sollentuna, Vallentuna, Seminghundra, Danderyd och Ryd, Lyhundra, Sjuhundra, Långhundra härad, Närdinghundra samt i  Södermanland (Södertörn) Sotholm och Svartlösa.
Till skillnad mot andra slottslän var Stockholms slottslän även före Vasatiden uppdelad i olika fögderier. Själva slottet och även dess ladugårdar hade var sin fogde under hela perioden. Övriga fogdeområden av större omfattning var: ett för Sollenuna och Valletuna (och tidvis Åker), ett för Seminghundra, Åker, Ryd, Danderyd (gemensamt från 1598), ett för Svartsjö län (Färentuna, Bro), ett för Närdinghundra, ett för Sjuhundra och Långhundra (1550-), ett för Lyhundra (1583-), ett för Sotholm, Svartlösa och slutligen ett för Värmdö.
Slottslänet uppgick i Stockholms län (först i perioder i Upplands län) efter länsreformen 1634. 